# Husum (København)
 For alternative betydninger, se Husum. (Se også artikler, som begynder med Husum)
 Der er for få eller ingen kildehenvisninger i denne artikel, hvilket er et problem. Du kan hjælpe ved at angive troværdige kilder til de påstande, som fremføres i artiklen.

Husum i København er en del af bydelen Brønshøj-Husum. Det centrale Husum præges af Husum Torv og Frederikssundsvej, hvor der ligger mange butikskæder fx Føtex, Netto, Lidl, Matas.
Husum har eget bibliotek, og her ligger Brønshøj-Husums eneste S-togstation (Husum Station), det eneste gymnasium (Nørre Gymnasium) og bydelens største virksomhed (Radiometer).
Husum er opdelt i en del nord for Frederikssundvej med almennyttige boliger, især bebyggelserne Husumgård og Voldparken samt Tingbjerg, som udgør den nordligste del af Husum. vest for Husum torv er der et andet alment boligområde omkring Åfløjen, Området syd for Frederikssundsvej er et udpræget villa-område.
Hjertet af Husum er bebyggelsen Husumgård på Gadelandet, som ligger hvor den gamle landsby lå. Her er et nyetableret gadekær, som ellers oprindeligt lå hvor Føtex nu ligger. Villavejene i sydlige del af Husum følger den gamle stjerneudstykning, hvilket ses tydeligt på kort og luftfotos.
Brønshøj-Husum har tre fodboldklubber: Brønshøj Boldklub, Husum Boldklub og FIX.
Etymologi: Husum er dativ pluralis af substantivet hus på gammeldansk: I/ved husene.
55°42′40″N 12°28′20″Ø / 55.7111°N 12.4722°Ø